# 北京首都航空
北京首都航空（ペキンしゅとこうくう、中文表記: 北京首都航空、英文表記: Beijing Capital Airlines）は中華人民共和国北京市に本拠を置く航空会社。

## 概要
海南航空グループに属する。2004年、ビジネスジェットを運航する金鹿公務として設立された。2006年、北京首都国際空港を本拠地に、金鹿航空として旅客定期便事業に参入した。2010年4月2日、旅客定期便部門を金鹿航空から北京首都航空と改称して運航している。
IATAコード（2レターコード）の"JD"は、過去に日本エアシステムが利用していたものである。日本エアシステムの2レターコードは、その前身である日本国内航空の英語名「Japan Domestic Airlines」に因んだものであるが、北京首都航空の2レターコードは、旧社名「金鹿航空」の金のピンイン「Jīn」と鹿の英語表記である「Deer」に因む採用である（両方とも中国語読みに因む「JL」（日本航空が使用）も、両方とも英語読みに因む「GD」（グランドスター・カーゴ・インターナショナル・エアラインズが使用）も使用中であった）。
金鹿公務は引き続き海南航空グループのビジネスジェット運航部門として継続している。
2019年10月27日から段階的に北京首都空港から新たにオープンした北京大興空港にフライトを移行。現在はすべての便が北京大興空港で発着している。

## 日本との関係
IATAが定める航空会社コードは、かつて日本エアシステム(JAS)が使用していた「JD」である。
| 便名      | 路線      | 路線      | 機材                                            | コード シェア |
| --------- | --------- | --------- | ----------------------------------------------- | ------------- |
| JD365/366 | 杭州      | 大阪/関西 | - エアバスA319 - エアバスA320 - エアバスA321neo | HU            |
| JD389/390 | 北京/大興 | 新千歳    | エアバスA320                                    |               |

コードシェア
- HU-海南航空

### 日本との歴史
- 2015年2月13日から、関西-杭州線を週2便で新規就航。
- 2015年5月27日から、静岡-石家庄線、静岡-塩城線のチャーター便を就航。
- 2015年9月から、静岡発着便を定期便に切り替えて運航。
- 2015年10月8日から、関西-南昌/-海口線を就航。
- 2015年12月10日から、静岡-塩城線を海口まで延伸して運航する。
- 2016年5月16日から、静岡-瀋陽線に就航。
- 2023年12月23日から、関西-合肥-石家荘線に新規就航[3]。
- 2024年7月10日、静岡-杭州線の運航を週2便で再開[4]。
- 2024年12月28日より、札幌/新千歳-北京/大興線の運航を開始[5]。

## 機材

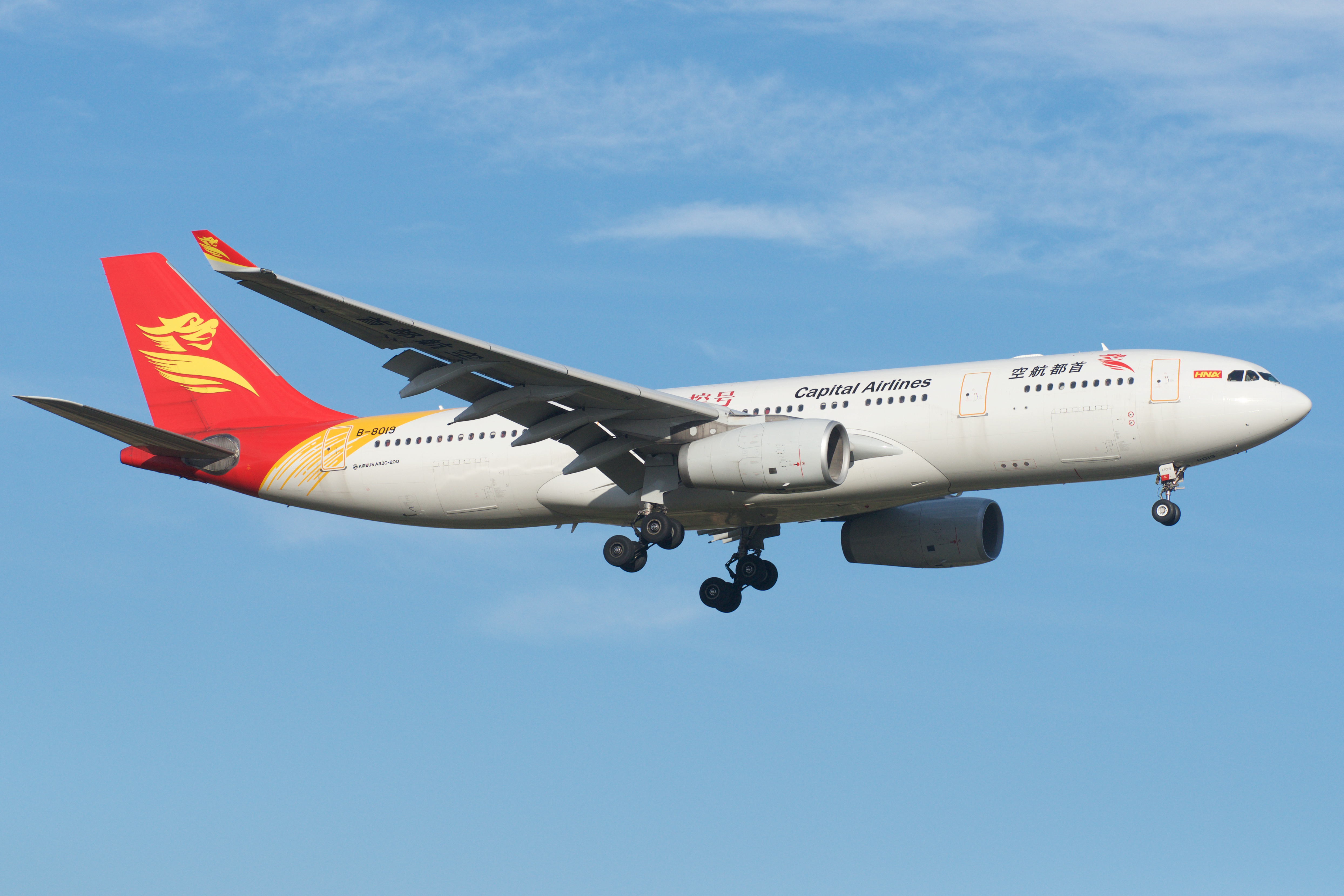
エアバス A330-200

- エアバスA319 :10機
- エアバスA320 :34機
- エアバスA320neo:7機
- エアバスA321 :15機
- エアバスA330-200 :6機
- エアバスA330-300 :6機

2025年5月現在

## 就航地
中華人民共和国
- 北京大興、海口、杭州、西安、麗江、青島、南京、広州、瀋陽、重慶、三亜 など、約50か所

 韓国
- ソウル/仁川、済州

 日本
- 大阪/関西、札幌/新千歳

 モルディブ
- マレ

 イギリス
- ロンドン/ヒースロー

 ポルトガル
- リスボン

 カナダ
- バンクーバー

 北マリアナ諸島
- サイパン

 オーストラリア
- シドニー、メルボルン